# Charles Bukowski
Charles Bukowski (16. srpna 1920, Andernach, Německo – 9. března 1994, Los Angeles, Kalifornie, USA), celým jménem Henry Charles Bukowski, přezdívaný Hank nebo Buk, původním německým jménem Heinrich Karl Bukowski, byl původem německý básník a spisovatel, který se proslavil nekonvenčními autobiografickými prózami a vulgárním stylem. Vzhledem ke svému stylu bývá často přiřazován ke spisovatelům skupiny beat generation, kam patří zejména Jack Kerouac, William Seward Burroughs nebo Allen Ginsberg. Osobně se však tomuto zařazení vždy velmi silně bránil.

## Biografie

### Mladá léta

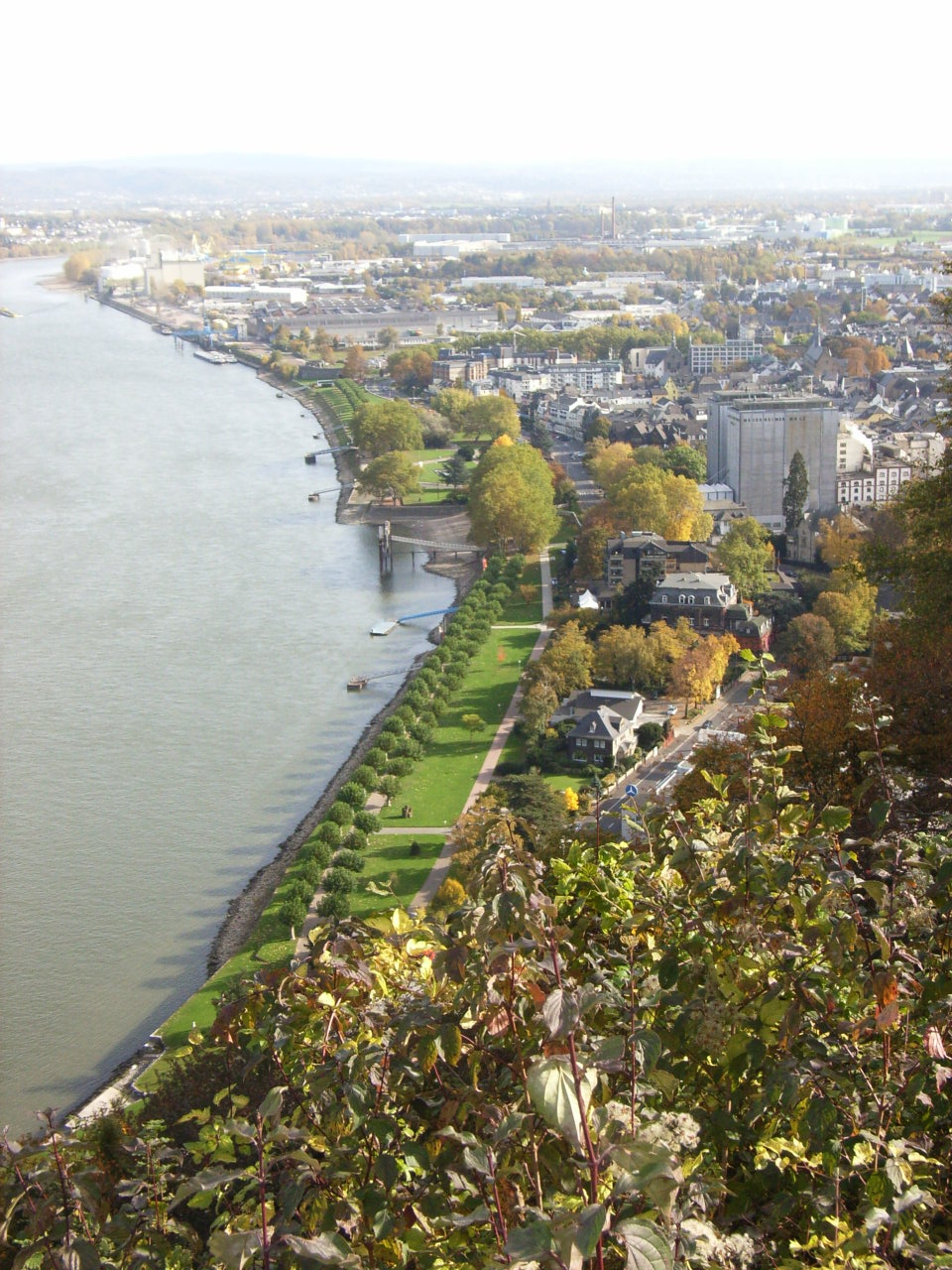
Město Andernach na řece Rýn v Německu, rodiště Charlese Bukowského

Historky o tom, že byl nechtěným nemanželským dítětem, které o sobě sám šířil, nejsou pravdivé. Narodil se 16. 8. 1920 v německém Andernachu. Jeho otec Heinrich Bukowski tam po skončení 1. světové války sloužil v místní posádce americké armády, zamiloval se do osmnáctileté švadleny Kathariny Fett a vzal si ji. V roce 1924 se rodina přestěhovala do Los Angeles, kde Charles Bukowski strávil bezmála 50 let života.
Český překladatel jeho díla Robert Hýsek v pořadu Schůzky s literaturou, který vysílala stanice ČRo Vltava v neděli 15. května 2016 („Charles Bukowski, starý chachar ostravski“), tvrdí, že se Bukowski narodil ve vesnici Pazderna na Frýdecko-Místecku a po emigraci do Spojených států svou skutečnou identitu úspěšně zatajil.
Nemluvil dobře anglicky a pro svůj německý původ byl často terčem posměchu ostatních dětí, trávil čas většinou o samotě.
V mládí díky své izolaci navštěvoval knihovnu a hodně četl. John Fante, Sherwood Anderson, Ernest Hemingway, Robinson Jeffers, Edward Estlin Cummings, James Thurber, Ezra Pound, D. H. Lawrence, Fjodor Michajlovič Dostojevskij, Ivan Sergejevič Turgeněv, Louis-Ferdinand Céline, Antonin Artaud, Knut Hamsun, Franz Kafka, Albert Camus a další, to byli autoři, kteří jej významně ovlivnili.

V roce 1936 nastoupil na vyšší střední školu, kam chodili potomci rodičů, kteří netrpěli finanční nouzí, i proto špatně nesl svou chudobu. V Americe probíhala hospodářská krize, odstartovaná pádem burzy. Respekt si však dokázal částečně zjednat svými pěstmi a rvačky se s ním dál táhly po celý život. Navazuje první přátelství s podobně sociálně vyloučenými chlapci a seznamuje se s alkoholem, kterého se již nikdy nevzdá. Má dojem, že je to jediná věc, která dokáže alespoň trochu přebít každodenní zmar a zoufalství.
S dívkami v mládí nehovořil, neuměl dát záminku ke sblížení, a přestože se mu líbily, pohrdal jimi. Jeho izolaci napomohlo i ohyzdné akné (acne vulgaris), které mu vyrazilo na hlavě a trupu. Nebyly to pouhé uhry, ale celá ložiska obrovských vředů. Ani doma se necítil dobře: otec byl přísný a krutě ho trestal za sebemenší maličkost. Matka se jej nedokázala před otcem zastat. Mladý Charles autoritu rodičů nepřijímal, naprosto k nim ztratil úctu a začal je nenávidět.
Poté se přihlásil na vysokou školu – Los Angeles City College, kde 2 roky studoval literaturu a divadlo. Měl neurčitou představu, že by se mohl stát novinářem. Tady se – ve snaze odlišit se od svých spolužáků – začal angažovat pro Hitlera a fašismus a zveřejňoval své extremistické názory. Bukowského politika v podstatě vůbec nezajímala, ale rád dělal věci, které pohoršovaly a šokovaly ostatní. Považoval se za Němce, měl přirozenou loajalitu k vlasti a nelíbil se mu médii vykreslovaný obraz a zesměšňování německého národa. A také: jeho otec byl proamerický, jeho učitelé byli protiněmečtí, takže on byl proněmecký.
Když otec zjistil, že na psacím stroji, který mu koupil kvůli psaní prací do školy, píše kontroverzní povídky, vyhodil mu je i se strojem a oblečením před dům. Bukowski si vzal nějaké peníze od matky a odstěhoval se do podnájmu. V červnu 1941 skončil s vysokou školou.
| „                  | Nejlepší člověk je ten, který mě obdaří svou nepřítomností. | “ |
| — Charles Bukowski |                                                             |   |

### První literární projevy

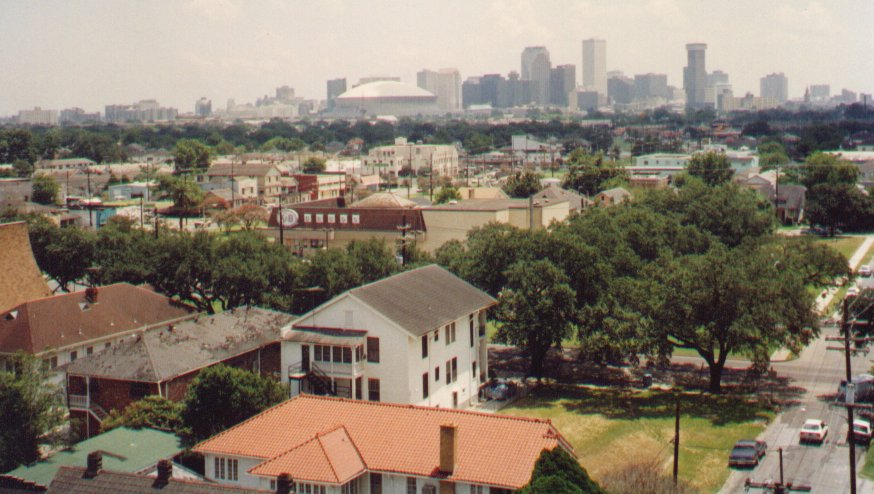
V New Orleans Bukowski pracoval ve skladišti během svých toulek Amerikou

V jednadvaceti odjel do New Orleans, následovala Atlanta v Georgii a později San Francisco (zde pracoval několik týdnů jako řidič Červeného kříže – jedno z mála přijatelných zaměstnání, která vykonával). Cítil se být vyděděným, časem si na tento pocit zvykl a svým způsobem si v něm začal libovat.
22.6.1944 byl Bukowski, kterému bylo 24 let, ve Filadelfii zadržen FBI pro podezření z vyhýbání se vojenskému odvodu. 17 dní strávil v místním vězení Moyamensing, pak byl propuštěn a shledán neschopným pro vojenskou službu.
Ve stejném roce Charles Bukowski literárně debutuje, Whit Burnett a Martha Foleyová mu otisknou povídku Důsledky málo strohého odmítnutí (angl. Aftermath of a Lengthy Rejection Slip) v prestižním časopise Story. V roce 1946 mu Caresse Crosbyová, která s manželem vlastnila nakladatelství Black Sun Press publikovala povídku 20 tanků z Kasseldownu (angl. 20 Tanks from Kasseldown) v časopise Portfolio o muži čekajícím na popravu.
Poté se mu už výrazněji nedařilo se literárně prosadit, následuje útlum v tvorbě a začíná období toulání, rvaček, nezřízeného pití, střídání žen, podnájmů a podřadných zaměstnání, období, které sám autor označuje jako „desetiletý flám“. Na chvíli se vrátil do Los Angeles k rodičům, ale když se dozvěděl o otcově povýšení v zaměstnání (dělal hlídače v muzeu) díky tomu, že se vydával za autora jeho otištěné povídky (podvod mu usnadnilo to, že oba měli stejné jméno), znechutilo jej to natolik, že se odstěhoval do centra města blízko Alvarado Street.
| „                  | Co si takhle konečně přiznat, že nejdůležitější není pravda – mnohdy je důležitější nechat pravdu být. | “ |
| — Charles Bukowski | |   |

### Jane Cooney Bakerová
V baru Glenview potkal Jane Cooney Bakerovou, svou první vážnou známost. Jane byla o deset let starší alkoholička a stala se inspirací pro mnoho jeho nejlepších děl. Objevuje se v básnické sbírce The Days Run Away Like Wild Horses Over the Hills, v románu Poštovní úřad vystupuje pod jménem Betty, v románu Faktótum je to Laura. Ve filmu Štamgast režiséra Barbeta Schroedera ji představuje Wanda, hlavní ženská postava v podání herečky Faye Dunawayové.
Bukowski se do Jane zamiloval, byla to první žena, která mu věnovala pozornost a také zjistil, že mají mnoho společného, zejména negativní vnímání společnosti. Jane vzala Charlese na dostihy a ukázala mu systém sázek, tak vznikla jeho celoživotní vášeň k dostihovým závodům.
Prožili společně spoustu pitek, hádek, rozchodů a návratů. Střídali podnájmy a často neměli peníze ani na jídlo. Sousedé je nenáviděli kvůli ustavičnému hluku, rvačkám a nočnímu křiku. Vzhledem k tomu, že Jane měla velmi uvolněnou morálku a nedělalo jí problém nechat se pozvat kýmkoli na panáka, Bukowski silně žárlil a po rozchodu s ní měl o ženách velmi špatné mínění. Pravděpodobně si přivydělávala na alkohol i příležitostnou prostitucí.
Toto období bylo výživným podhoubím nejlepších portrétů Bukowského na dně společnosti, právě nyní sbírá velké množství zážitků a spoustu materiálu, jenž pak dokáže přenést do své tvorby.
| „                  | Razili jsme si cestu mezi plechovými stroji a životem, který uvízl v pasti ve světě, který taky někde uvízl… | “ |
| — Charles Bukowski | |   |

### 50. léta
Roku 1950 vstupuje Charles Bukowski do služeb americké pošty, ale po necelých třech letech odchází. V roce 1955 odvezli Bukowského na chudinské oddělení místní nemocnice s krvácejícím žaludečním vředem, který si přivodil nadměrnou konzumací alkoholu. Potřeboval transfuzi, ale jelikož předtím nikdy neuložil do nemocnice krev, byla mu odepřena. Jak ležel na vozíku neschopen pohybu, myslel si, že tam zemře. Ironií osudu jediný člen rodiny, který měl krevní kredit, byl jeho otec a právě díky tomu nakonec transfuzi dostal. Tuto životní zkušenost promítl do povídky Život a smrt na sociálním oddělení (angl. Life and Death in the Charity Ward ve sbírce Nejkrásnější ženská ve městě, angl. The most Beautiful Woman in Town & Other Stories). Přežil, i když měl namále, ale s pitím přes varování lékařů přestat nedokázal. Od té doby se opět věnoval psaní, začal psát převážně poezii.
4. prosince 1958 mu zemřel otec na infarkt (matka již o dva roky dříve). Jestliže nedokázal příliš truchlit nad smrtí matky, skon otce byl pro něj důvod k oslavě. „...díky bohu, je po něm po něm po něm,“ napsal. Po pohřbu rozdal většinu majetku rodičů, obrazy, příbory, koberce atd. jejich přátelům a známým (scénku popisuje v povídce Smrt mého otce 2 ve sbírce Těžký časy, angl. Hot Water Music).
Ačkoli Bukowski tvrdil, že celé dědictví, které činilo 15 000 dolarů, propil a prohrál, nebylo tomu tak. Jeho přátelé vzpomínají, že měl nemalé úspory v bance ještě několik let po otcově smrti. Pravda je tedy taková, že od tohoto okamžiku začal být na peníze velmi opatrný – přes všechny své publikované deklarace.
| „                  | Umírám a přitom nemám žádnou nemoc, umírám na existenci tak chladnou, že nestojí za námahu. | “ |
| — Charles Bukowski |                                                                                             |   |

### Barbara Frye (první manželství)

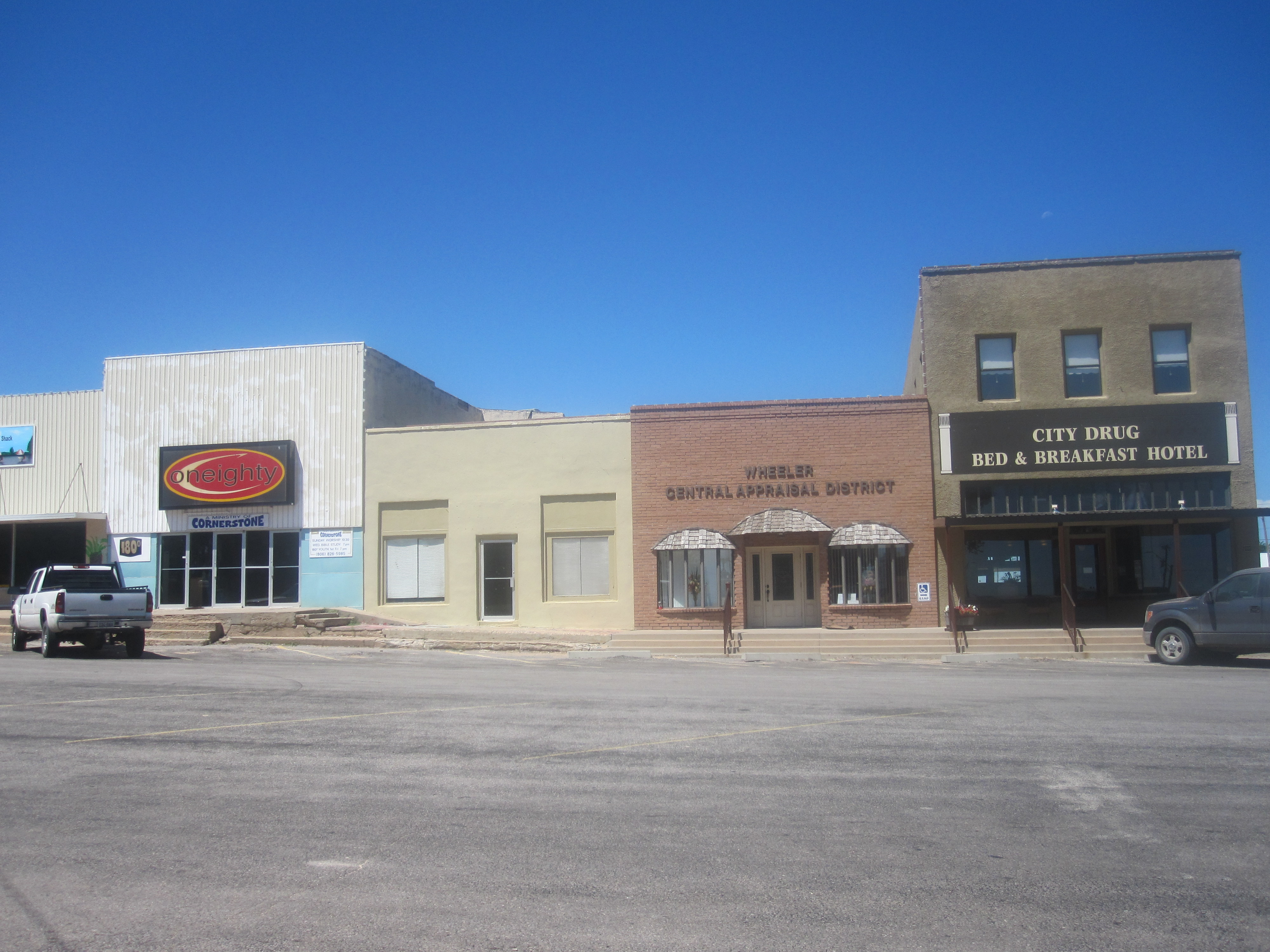
Část náměstí ve Wheeleru, Texas, USA

Roku 1957 se oženil s mladou 23letou básnířkou Barbarou Frye z malého texaského městečka Wheeler, ale manželství trvalo necelé 2 roky. Bukowski ke svatbě připojuje tuto historku: Barbara Frye, editorka časopisu Harlequin, vyhlásila, že přijímá básně od začínajících autorů. Bukowski nelenil a poslal jí hromadu svých věcí a podařilo se mu ji zaujmout natolik, že je otiskla. Brzy si začali dopisovat a Barbara se mu svěřila, že je svobodná a že má lehkou tělesnou vadu, kvůli níž má strach, že se neprovdá. Bukowski s ní soucítil, vliv mělo i to, že na něj byla v dopisech milá a odepsal jí, že si ji vezme. Barbaře chyběly dva krční obratle a díky tomu vypadala, jako by neustále hrbila ramena. Nemohla ani otočit hlavu. Bukowskému to nakonec nepřipadlo nijak zvlášť omezující pro vztah.
Nicméně tento příběh je částečnou fikcí, neboť autorova poezie vyšla v Harlequinu až poté, co se Bukowski stal spoluvydavatelem časopisu, a to bylo po svatbě. Zbytek je pravdivý, intimní korespondence mezi nimi probíhala, přičemž došlo i na výměnu fotografií a on jí opravdu nabídl sňatek i přes její handicap.
Novomanželé žili v Texasu pouze několik týdnů, pak se přestěhovali do L. A. do kopcovité čtvrti Echo Park ležící mezi West Lake a Elysian Parkem. Už jako spoluvydavatel Harlequinu se Bukowski pustil do všech básníků, které neměl rád a vydavatelů, kteří jej dříve odmítli. Rovněž začal v roce 1956 psát svůj první román Místo, kde se dá přespat, ten ale vydán nebyl.
Rodina Barbary netrpěla finanční nouzí, nicméně během vztahu Barbara nedisponovala větší sumou peněz, neboť členové rodiny svatbu neschvalovali.
Barbara byla umělecky založená a kromě psaní poezie (kterou Bukowski pokládal za „dost dobrou“) se pokoušela malovat. Zapsala se do kurzu výtvarného umění a Hank ji tam chodil navštěvovat. Jednou ho lektor vyzval, aby jen tak neseděl v rohu, připojil se k nim a zkusil také něco namalovat. Bukowski výzvu přijal, v rychlosti vytvořil obrázek vázy a odešel na kávu, zatímco ostatní ještě pracovali. Když se vrátil, učitel vzal jeho obraz a vystavil ho s pochvalnými slovy před celou třídou. Bukowski pak namaloval ještě několik obrazů, které chtěl učitel použít na zamýšlené výstavě. Barbara se cítila nedoceněná a špatně to nesla.
Manželství pokračovalo sestupnou křivkou. Bukowski Barbaru nemiloval a jako manžel jí toho mohl nabídnout velice málo. Brzy jí začal vadit jeho povalečský způsob života – lenošení, popíjení piva a studování dostihových programů. Pokud pracoval, bylo to špatně placené zaměstnání, včetně návratu do služeb pošty. Charlese zase dráždila její faleš a měl ji rád čím dál méně. Rozvod proběhl 18. března 1958. Po něm se autor přestěhoval do svého osvědčeného prostředí staromládeneckých podnájmů, neměl potřebu zůstávat v domě se zahradou. Jeho novou adresou se stal omšelý pokoj ve čtvrté etáži činžáku ve východním Hollywoodu na North Mariposa Avenue v oblasti mezi Hollywood Boulevard a Sunset Boulevard.
I Barbaře věnoval autor několik básní a v próze se nejvýrazněji objevuje jako postava Joyce v románu Poštovní úřad.
| „                  | Čím míň věříš v život, tím míň máš co ztratit. | “ |
| — Charles Bukowski |                                                |   |

### FrancEyE
Rok 1962 byl pro spisovatele traumatizující, 22. ledna zemřela totiž Jane Cooney Bakerová, jeho první láska a studnice inspirace. Měl pocit, že ztratil někoho blízkého, jediného člověka, který mu rozuměl. Bukowski toto těžké období přetavil do mnoha básní a povídek. Psaní a pití byly jediné věci, které ho držely při životě, přesto ho myšlenky na sebevraždu neopouštěly. Posílal stovky příspěvků do všemožných časopisů po celé zemi, mj. i novináři Johnu Bryanovi, jenž mu vydal několik básní v časopise Renaissance. Tou dobou měl autor i časté spory se sousedy, neboť psal až do noci a psací stroj dělal velký rámus.
Zhruba rok poté (jaro 1963) se seznámil s Frances Smithovou (rozenou Frances Elizabeth Deanovou, později si změnila jméno na FrancEyE). Začali se vídat pravidelně a FrancEyE se přestěhovala do L.A., aby mu byla nablízku. Vzpomíná, že Bukowski během týdne, kdy musel do práce, měl pití jakžtakž pod kontrolou, ale o víkendech flámoval tak intenzivně, že často skončil na záchytce či ve vězení. Zpočátku to byla láska, ale později mu FrancEyE začala být lhostejná. Ve své tvorbě jí nevěnoval příliš prostoru, nejvíce se o ní zmiňuje v Básni pro křivozubou bábu napsanou několik let po rozchodu.
Nicméně to byla podpora FrancEyE a přátelství lidí jako Sam Cherry a Jon a Gypsy Lou Webbovi, která ho dostala z dlouhého období depresí. Ty ovšem byly se spisovatelovým životem nerozlučně spjaty. Psaní mu také pomáhalo, nejen tvorba, ale i korespondence s lidmi, kterým v dopisech líčil nebezpečné stavy své psychiky. Sebevražedné tendence jej ničily, na druhou stranu ho přítomnost smrti vzrušovala. Proto ležel v době oběda v uličce za barem ve Filadelfii, neboť existovala možnost, že jej přejede couvající náklaďák, proto měl vytipovanou silnici v L.A. bez pouličního osvětlení, kam uléhal v opilosti. Toto nejlépe postihuje jeho ambivalentní citát: „Nejlíp mi bylo, když jsem se cítil nejhůř.“
Také mu pomohlo vydání básnické sbírky Chytá mé srdce do dlaní (angl. It Catches My Heart in Its Hands), jejíž titul je převzat z verše básně od Robinsona Jefferse. Nakladatelství manželů Webbových Loujon Press ji vydalo jako luxusní edici na drahém papíře a v korkové vazbě. Bukowski navíc podepsal každý výtisk (v jedné povídce popisuje, že stránek bylo tolik, až začal svůj podpis nenávidět).
V roce 1964 se jim narodila dcera Marina Louise Bukowski. Jméno Marina vybrala FrancEyE podle jedné kurtizány, o níž zrovna četla a Louise dostala na počest Gypsy Lou Webbové. Marina byla jediným dítětem Charlese Bukowského a ten jí dokázal věnovat velkou péči. Jak později Marina vzpomíná, vždy se mohla na svého otce obrátit s jistotou, že ji neodmítne a postará se. Dával jí najevo, že ji má rád, a díky tomuto pocitu nezažila podobnou hrůzu, kterou si prošel její otec.
Charles požádal matku své dcery o ruku, ale ta ho se zdůvodněním, že si už nechce nikoho brát, odmítla. Domluvili se, že budou žít jako rodina a Bukowski bude platit účty. Jejich vztah se nevyvíjel. Bukowski opovrhoval přáteli Frances z básnického semináře, dost pil a navíc jeho noční směny narušovaly soužití. Na konci roku 1965 se rozešli, Bukowski pomohl sehnat podnájem a do budoucna pomáhal i finančně.
| „                  | Láska usychá rychleji než sperma. | “ |
| — Charles Bukowski |                                   |   |

### Na prahu spisovatelské kariéry

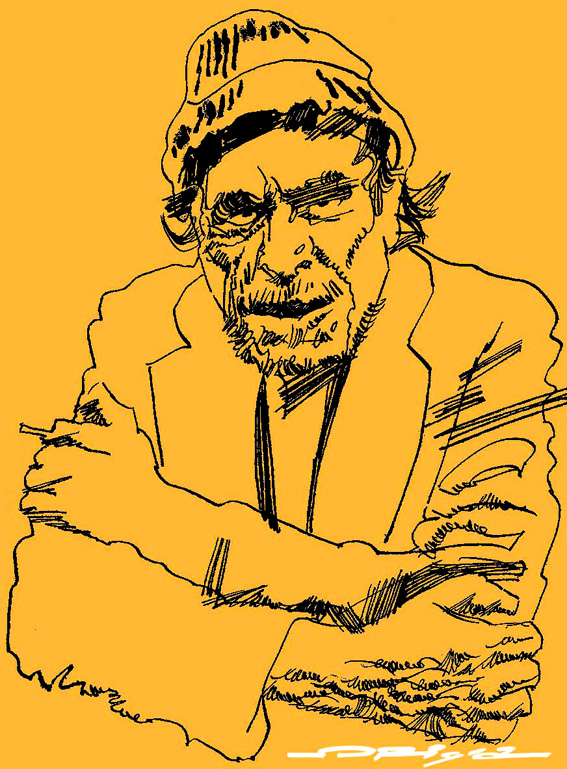
Ilustrace Charlese Bukowského z roku 2008 od italského portrétisty Graziano Origy, na níž je Bukowski zobrazen jako typický pobuda.

Johnu Martinovi Bukowského poezie doslova změnila život. Se svojí ženou Barbarou založili nakladatelství Black Sparrow Press a začali tisknout opomíjené spisovatele, Bukowského obzvlášť. Pro Johna Martina byl snad nejoriginálnějším básníkem, neboť jeho verše byly zcela jasné a přímočaré, na rozdíl od některých symbolistů či surrealistů, které také vydával. Navíc věděl, že Bukowski rád kreslí, takže jeho ilustracemi doplňoval básnické knížečky, což je zhodnocovalo. První knihou vydanou v Black Sparrow Press byla sbírka At Terror Street and Agony Way.
Bukowski prodělal v roce 1966 operaci hemoroidů, kterou popsal v povídce Všechny řitě světa i ta má (angl. All the Assholes in the World and Mine). V roce 1966 se zmínil Dougu Blazekovi, že pracuje na románu Jak milují mrtví, jehož časovou osu tvoří období z počátku padesátých let, kdy bydlel v jednom zchátralém hotelu. Obsažená témata nebyla překvapující – hladovění, opíjení se, souložení a vždypřítomné šílenství. Román nevyšel a většinu materiálu Bukowski použil jinde.
Pro undergroundové noviny Open City založené Johnem Bryanem psal každý týden sloupek, který se jmenoval Zápisky starého prasáka (později vyšlo knižně). Dostal v něm absolutní volnost a záhy se Zápisky staly velmi oblíbenými po celém městě. Díky Open City se seznámil i s řadou beatniků, přičemž nejvíc na něj zapůsobil Neal Cassady.
Open City zaniklo poté, co byl John Bryan zatčen pro obvinění z obscénnosti kvůli zveřejnění povídky Jacka Michelinea Kostnatej Dynamit (angl. Skinny Dynamite) o sexuálních radovánkách nezletilé holčičky; povídka vyšla v literární příloze editované právě Bukowským. Obvinění bylo nakonec staženo, ale zániku už nešlo zabránit. Bukowski tomu navíc nasadil korunu, když o konci novin napsal nevybíravou parodii, kterou otiskl časopis Evergreen (parodie má název Zrod, život a smrt undergroundového plátku, angl. The Birth, Life and Death of an Underground Newspaper a lze ji nalézt ve sbírce Nejkrásnější ženská ve městě, angl. The most Beautiful Woman in Town & Other Stories).
John Bryan k tomu později napsal: „Nejvíc mě zranilo, že jsem Bukowského pokládal za přítele v době, kdy jsem bojoval o svůj život, a to, s čím jsem se mu s nejvyšší důvěrou svěřil, byla ta nejstrašnější tajemství a mé nejčernější noční můry. Potřeboval jsem pomoc. Byl jsem na pokraji sebezničení. Bukowski se smál a poškleboval a vytroubil to do světa.“ Dospěl k závěru, že „Bukowski byl vynikající spisovatel, ale všivá lidská bytost.“ 
Charles Bukowski měl zkrátka talent na likvidování přátelství, který ve spojení s jeho literárními schopnostmi z něj často dělal nepřístupného a mstivého člověka. Kvůli své minimální empatické schopnosti nechápal, proč se to lidí tolik dotýká, když píše podobné věci i o sobě. Absolutně si neuvědomoval, co pro ně znamená soukromí.
Skutečně velký úspěch mu zaručil až první román napsaný během 20 dní – Poštovní úřad o zážitcích z protivného zaměstnání, který se dočkal příznivého ohlasu. Předcházela mu dohoda s Johnem Martinem, vydavatelem Black Sparrow Press, že mu bude vyplácet měsíčně 100 dolarů, které pokryjí Bukowského náklady na živobytí a on pro něj bude psát. S rostoucí prodejností jeho knih tento honorář stoupal.
Bukowského verze byla, že z pošty odešel sám (k 1. 1. 1970), nicméně podle poštovních záznamů mu hrozila výpověď kvůli častým absencím. Jisté je, že od tohoto okamžiku se začal živit psaním, tedy konečně dosáhl toho, po čem toužil.
Poštovní úřad je napsán přímým stylem (po vzoru Fanteho a Hemingwaye), ale na rozdíl od Hemingwayových knih je okořeněn i humorem, díky němuž dokáže autor zlehčit vážnou situaci. To na čtenáře platilo, jak dokazují úspěchy tohoto i dalších románů.
Básník a zakladatel City Lights Press Lawrence Ferlinghetti měl také zájem vydávat Bukowského knihy. Chystal se Bukowského oslovit právě ve chvíli, kdy do hry vstoupil John Martin a jeho Black Sparrow Press. Ovšem Johnu Martinovi se některé příliš provokativní texty nezamlouvaly, a tak zůstalo i něco pro City Lights. Sám autor k tomu poznamenává: „Všechny moje knížky patří Black Sparrow Press, jenom občas, když Martin ztratí soudnost, usměje se štěstí na City Lights.“ 
V r. 1972 vyšla v City Lights Press rozsáhlá kniha povídek Erection, Ejaculation, Exhibition and General Tales of Ordinary Madness (později byla rozdělena do dvou titulů – viz kapitola Dílo – Povídkové sbírky). Ferlinghetti pozval v r. 1973 Bukowského na čtení poezie do San Francisca.
Bukowski začíná s recitací poezie na univerzitách a klubech po celé Americe, což mu také vynáší peníze. Zpočátku býval velmi nervózní a zakoktával se, tuto trému zaháněl jak jinak než posílením se alkoholem před vystoupením.
Také psal pornografické povídky pro erotické časopisy Adam, Screw, Fling, Hustler, ale ty většinou neměly valnou kvalitu, přestože občas některá vyčnívala. Nejzvrácenější povídka se jmenuje Úchyl (angl. The Fiend) o znásilnění malé holčičky (vyšla ve sbírce Nejkrásnější ženská ve městě, angl. The most Beautiful Woman in Town & Other Stories).
| „                  | To, co je mimo nás, není zdaleka tak důležité jako to, co je v nás, i když s tím, co je mimo nás, musíme pochopitelně také žít. | “ |
| — Charles Bukowski | |   |

### Linda Kingová

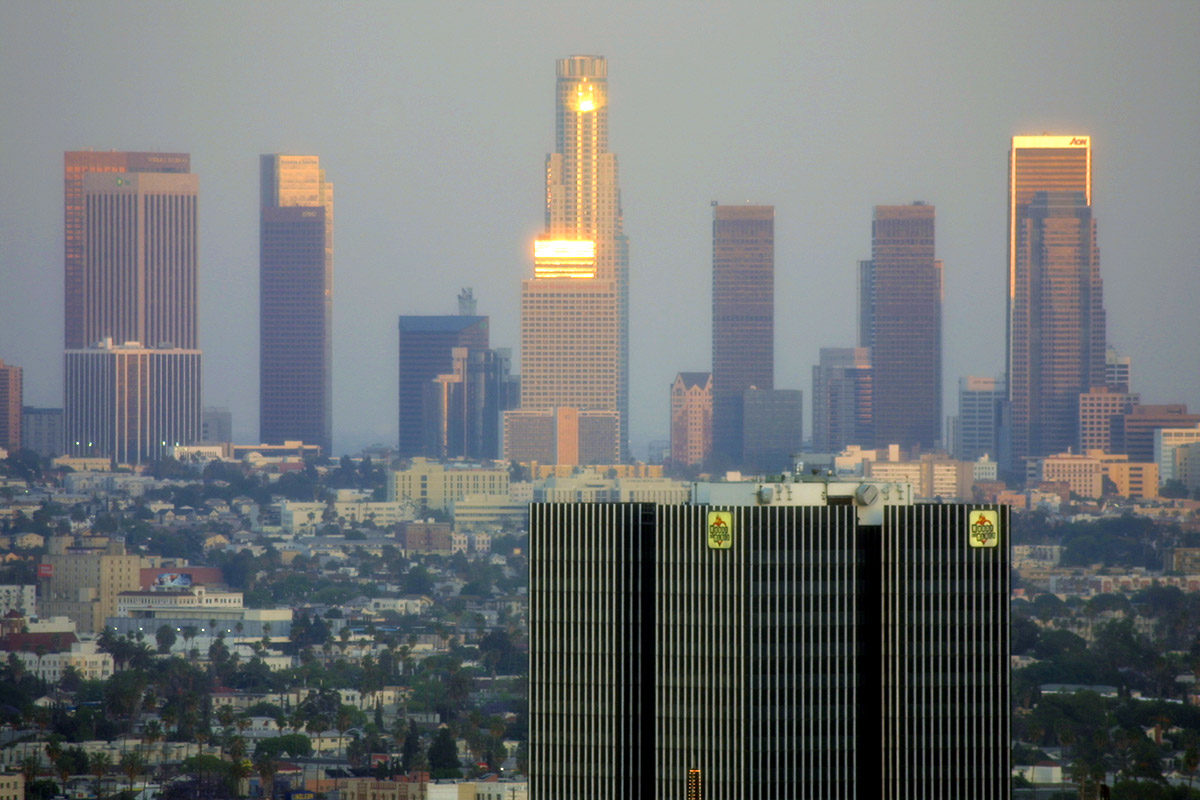
Západ slunce nad Los Angeles, kde strávil Bukowski většinu svého života

Po Jane Cooney Bakerové se stala Bukowského další velkou láskou sochařka a příležitostná básnířka Linda Kingová, s níž se seznámil v roce 1970. I když ji zpočátku nepřitahoval, z občasných schůzek se postupně vyvinul vztah.
Linda věnovala Charlesovi bustu, což neopomněl zmínit v některé ze svých povídek. Linda jej přinutila omezit pití, přestat užívat valium (které bral na uklidnění, neboť v noci nemohl spát) a zavedla mu dietu a pravidelné cvičení. Bukowski po této kúře zhubnul ze 110 kg až na 72 kg, nechal si narůst vousy a delší vlasy, jak bylo v módě, a koupil si lepší oblečení. Během této přeměny Linda vzpomíná, že se do ní spisovatel intenzivně zamiloval, byla to údajně až posedlost. S šílenou láskou se dostavila samozřejmě i žárlivost, nedokázal se vyrovnat s koketerií své mladé přítelkyně, což zavdávalo časté záminky k vulgárním hádkám a častým rozchodům. Sám však nebyl svatý, neodmítal nabídky jiných žen, kterým imponovala spíše jeho rostoucí sláva. Byla to ale Linda, která jej zasvětila do tajů milování a naučila jej spoustu věcí v posteli. Přesto v Bukowském zůstalo něco z puritánství, což ovšem nebylo vysloveně špatné.
Linda Kingová jej obviňovala, že mezi nimi schválně vytváří zlou krev, aby měl náměty pro své psaní. Podle ní si vždycky něco našel, aby mohl být nespokojený, i kdyby se měl jako v bavlnce. Přestože ji miloval, byla v tom zároveň i nenávist. Nedokázal ve své podezřívavosti rozpoznat, zda jsou její city upřímné. Zažil už tolik zklamání, že se jen stěží dokázal otevřít naplno a snažil se za každou cenu bránit se dalšímu citovému zranění. Linda dále vypovídá, že Bukowski byl zpočátku za střízliva zdrženlivý až téměř plachý člověk, ale jakmile si vypil, stalo se z něj zvíře. Byl absolutně nepříčetný a nejednou zdemoloval interiér domu, ve kterém se zrovna nacházel.
Lindu Kingovou popsal Bukowski jako Lýdii Vanceovou v románu Ženy. Uvádí zde věčné hádky a spory pramenící z její impulzivity a výměnu jeho busty mezi nimi po každém rozchodu.
| „                  | Přinesla jsi mi to. Až si to budeš brát, udělej to pomalu a hladce, udělej to, jako bych umíral ve spánku místo v životě. | “ |
| — Charles Bukowski | |   |

### William a Ruth Wantlingovi
V té době si Bukowski dopisoval s Williamem Wantlingem, bývalým příslušníkem námořní pěchoty. Wantling učil angličtinu na Illinoiské univerzitě, dříve psal také poezii (kterou Bukowski uznával) a byl závislý na drogách. Jeho strohé básně vypovídaly o mnohem těžším životě, než jaký Bukowski zakusil – o prodávání heroinu, o válce v Koreji a rozbíjení lebek, atd. a když se mu podařilo odrazit se ode dna a dostal nabídku učit poezii na univerzitě, Bukowski jej obvinil (jak měl v povaze), že se zaprodává. To by se dalo nazvat pokrytectvím, pokud vezmeme v potaz Bukowského rozčilené reakce na čtenáře, kteří jej žádali, aby psal nadále o kurvách a o barech poté, co tento způsob života opustil.
Bill Wantling neprožíval zrovna šťastné chvilky, rozpadalo se mu manželství, kvůli své závislosti měl problémy s policií a byl nervově labilní. Zorganizoval pro Bukowského čtení na univerzitě a těšil se na setkání se svým oblíbeným autorem. Bukowski přiletěl, ale vystoupení skončilo fiaskem, básník byl dost opilý a s Wantlingem se skoro nebavil. Po návratu do L. A. sedl ke stroji, a jak měl ve zvyku, napsal jedovatý článek o svém výletu, ve kterém Wantlinga (ačkoliv použil pseudonym) sepsul.
William Wantling byl hluboce zklamaný, začal intenzivně pít a propukla u něj psychóza. A.D. Winansovi, regionálnímu nakladateli, se svěřil, že se touží upít k smrti, což se mu také podařilo. Pil celé dny a noci, až dostal infarkt a zemřel. Bukowski se sice cítil provinile, ale ne natolik, aby se nepokusil svést vdovu Ruth Wantlingovou. Pro ni to byl otřesný zážitek. Zde se Bukowski projevil jako nechutný mizogyn a toto stanovisko sdílela většina lidí včetně některých jeho přátel.
William a Ruth Wantlingovi vystupují v románu Ženy pod pseudonymy Bill a Cecílie Keesingovi. Bukowski se neobtěžoval uvést okolnosti Wantlingovy smrti.
| „                  | Možná největší výdobytek člověka je jeho schopnost umírat. | “ |
| — Charles Bukowski |                                                            |   |

### Liza Williamsová

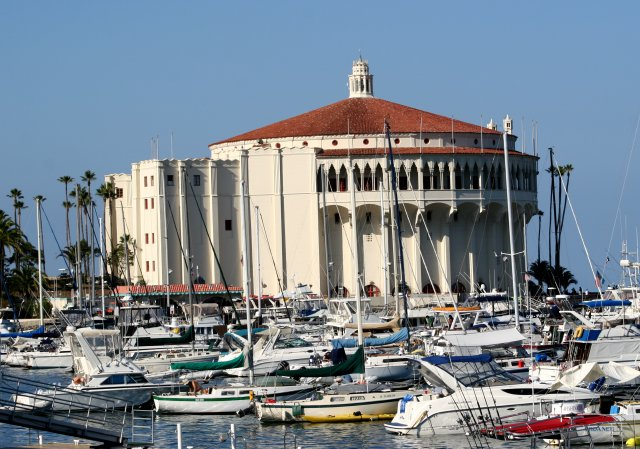
Casino v Avalon Bay na ostrově Santa Catalina, Kalifornie

S Lizou Williamsovou se začal stýkat krátce poté, co se na delší dobu rozešel s Lindou Kingovou. Znali se z doby, kdy společně psali pro Bryanovy undergroundové noviny Open City. Liza byla zhruba stejně stará jako Bukowski a on věděl, že na ni Linda žárlí.
Liza pracovala ve vedení nahrávací společnosti Island Records. Společně s Bukowskim odletěli na výlet na ostrov Santa Catalina u pobřeží Kalifornie, kde se ubytovali v hotelu Monterey v přístavním městě Avalon. Ale ani tady se nedokázal Bukowski rozptýlit, seděl v hotelovém pokoji, chlastal pivo a víno a semtam napsal báseň, zatímco Liza chodila se známými po nákupech. Dokonce mu koupila kanára v kleci, aby se na pokoji necítil tak sám.
Po návratu do L.A. začal Bukowski trávit hodně času v jejím domě na Tuxedo Terrace. Chodili spolu na rockové koncerty, večeře, doma pořádala Liza večírky, na nichž se Charles seznámil s mnoha zajímavými hudebníky, malíři a televizními tvůrci, např. s Robertem Crumbem, který později ilustroval jeho sbírku Bring Me Your Love a deník Kapitán odešel na oběd a námořníci převzali velení (angl. The Captain Is Out to Lunch and the Sailors Have Taken Over the Ship) a Taylorem Hackfordem, jenž o Bukowském natočil dokument pro místní stanici KCET. Liza se do Bukowského záhy zamilovala, nicméně on stále myslel na Lindu Kingovou a po častých telefonátech se s ní zase dal dohromady a Lizu opustil. Stále pokračovaly hádky na ostří nože a poté, co Linda Kingová otěhotněla (a následně potratila), se rozhodla, že to s ním definitivně ukončí.
Liza Williamsová je ztvárněna v postavě Dee Dee Bronsonové v románu Ženy.
| „                  | Ženy odjakživa přitahuje lež. Natolik, že se za ni časem provdají. | “ |
| — Charles Bukowski |                                                                    |   |

### Pamela Millerová
S Pamelou Millerovou se Bukowski seznámil, když jí bylo 23 let (jemu samotnému bylo dávno přes padesát). Jednou v noci mu Pamela zavolala a zeptala se jej, zda by jej mohla navštívit i se svou kamarádkou, která je obdivovatelkou jeho díla a právě slaví třicátiny. Bukowski souhlasil pod podmínkou, že s sebou vezmou nějaká piva. Obě dívky se za chvíli dostavily i s pivem a zdrogované. Oslavenkyně, štíhlá brunetka, se jmenovala Georgia Peckhamová-Krellnerová, je zachycená na nezapomenutelné fotografii, jak pózuje s Bukowskim před ledničkou a drží jej kolem krku.
Pamela Millerová byla zrzka s bujným poprsím, přesně ten typ, za nímž se otočí každý chlap – a Bukowski nebyl výjimkou. Bláznivě se do ní zamiloval, ale Pamela byla příliš mladá a nedokázala jeho city opětovat, navíc byla závislá na drogách. Jak sama přiznává, nebrala jeho city vážně, protože byla v té době bezstarostnou nestálou holkou, která dovádí chlapy k šílenství.
Charles Bukowski brával svou atraktivní přítelkyni na čtení poezie, na dostihy, kupoval jí dárky a věnoval jí mnoho básní (např. sbírka Scarlet je celá o Pamele). Svých záletů se však nehodlal vzdát. Přijímal své fanynky a neodmítal ani ženy, které měly odvahu mu zavolat či napsat dopis.
Pamela si začala se studentem zubního lékařství a nenamáhala se ani rozloučit. Bukowski měl opět pocítit nevýslovné utrpení nešťastné lásky.
Pamela Millerová se objevuje v románu Ženy jako Tammie.
| „                  | Báseň je způsob, jak zachránit duši před explozí. | “ |
| — Charles Bukowski |                                                   |   |

### Linda Lee Beighle (druhé manželství)
S Lindou Lee Beighle (narozená roku 1943), majitelkou restaurace se zdravou výživou a stoupenkyní Meher Baby, indického náboženského vůdce se Charles Bukowski seznámil na čtení poezie v roce 1976. Linda Lee se mu po přednášce představila a získala jeho telefonní číslo. Pamela Millerová byla soustavně mimo dosah, tak se Charles vypravil do Lindiny restaurace Dew Drop Inn a tak začal jejich vztah.
Linda Lee k němu začala pociťovat více než náklonnost a přestože Bukowski pokračoval v „průzkumu ženských duší“, začala s ním trávit čas. Starala se o jeho životosprávu, hlídala jeho pití a brzy šedesátiletý muž si začínal uvědomovat, že si s ní výborně rozumí a dokážou se společně bavit. Byl připraven změnit své návyky a začít nový život. Linda Lee k tomu dodává: „Potom dokončil knihu (Ženy), skončil s nimi a já zůstala. Já byla jediná, která měla dost odvahy, kuráže a humoru zůstat.“ 
Linda Lee věděla, že spolu nebudou mít děti. Bukowski neměl chuť projít si po šedesátce otcovstvím. Musela se rozhodnout – buď si jej vezme bez šance na potomka, nebo odejde. Rozhodla se zůstat.
Začali žít usedlým životem. Linda Lee tolerovala jeho zažité zvyky – psaní do noci, pozdní vstávání, odpoledne trávená na dostizích, ale jakmile sama začala navštěvovat své přátele, v Bukowském se ihned vznítila žárlivost. Opět se v něm probudil vypěstovaný mizogyn, vulgárně ji urážel a dokonce ji fyzicky napadl během filmování dokumentu The Charles Bukowski Tapes. V tomto snímku se odhalují všechny jeho pokřivené patriarchální hodnoty, jež zdědil po svém otci. Jeho družka však po tolika letech již věděla, co na něj platí.
Další krizí si prošli v letech 1982–1983, kdy se Linda Lee dokonce na čas od partnera odstěhovala.
Vzali se v neděli 18. srpna 1985 v evangelickém kostele v Los Feliz (východně od Hollywoodu), a přestože jejich soužití nebylo zdaleka bezproblémové, vydrželo až do Bukowského smrti. Bukowski několikrát měnil závěť, až nakonec po sňatku přenechal všechno Lindě Lee, aniž by informoval svou dceru Marinu.
Jejich dům v San Pedru prodělal několik změn, postavil se nový plot, koupelna na zahradě a přístavek pro Lindinu matku Honoru Beighlovou. Bukowski cítil, že dokud bude stará žena nechápavě kroutit hlavou nad jeho básněmi a prózou, je s jeho tvorbou všechno v pořádku.
Linda Lee Beighle se mu stala předlohou k postavě Sáry v románech Ženy a Hollywood.
| „                  | Bolesti mám plnou nádrž. | “ |
| — Charles Bukowski |                          |   |

### Cesty po Evropě
V květnu 1978 navštívil Bukowski s Lindou Lee Evropu (zde byl autor o poznání populárnější než v USA). Spolu s fotografem Michaelem Montfortem jej doprovázel i Carl Weissner – jeho přítel a německý překladatel.
V hamburském zastřešeném tržišti Markthalle se konalo čtení poezie, kterého se zúčastnil obrovský počet lidí, a odezva byla pozitivní, Bukowski už se vypracoval ve zkušeného recitátora a své přednesy obohacoval různými vtípky a poznámkami. Lidem se to líbilo.

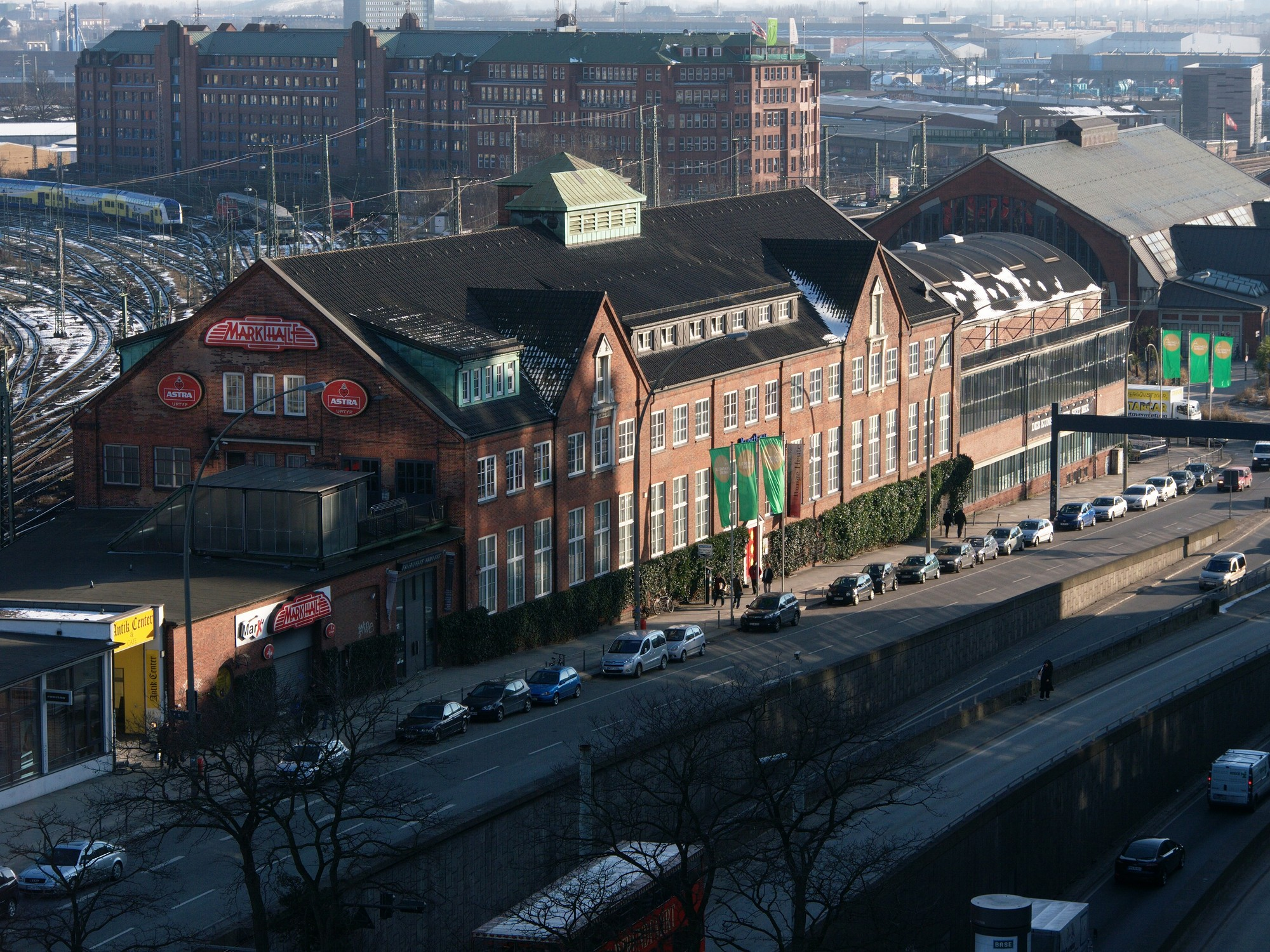
Zastřešené tržiště Markthalle v německém Hamburku

Po čtení navštívil spisovatel své rodné město Andernach, kde se setkal se svým devadesátiletým strýcem Heinrichem Fettem, s nímž si dopisoval. Bylo to dojemné setkání, starý pán vzal svého synovce na procházku, aby mu ukázal rodný dům. Hanka Bukowského potěšilo, když se dozvěděl, že donedávna v domě sídlil nevěstinec.
Večer se Charles odebral do hotelového baru, kde s ním popíjel i Thomas Schmitt, filmový režisér. Zábava pokračovala v hotelovém pokoji a nakonec se neobešla bez výtržností. Všechny tyto události jsou popsané v cestopise Shakespeare Never Did This doplněné fotografiemi od Michaela Montforta.
Příští cestu podnikl Charles Bukowski do Paříže, kam byl pozván Bernardem Pivotem, moderátorem populárního pořadu Apostrophe, v němž svým nevybíravým chováním způsobil faux pas. Hosty pořadu byli kromě něj význačný psychiatr, jenž kdysi léčil Antonina Artauda, a atraktivní spisovatelka. Bukowski byl namol a pletl se mu jazyk. Krátce poté, co se moderátor věnoval rozhovoru s přítomnou spisovatelkou, je přerušil s tím, že by rád viděl více z jejích nohou. Pivot ho zpražil pohledem, ale Bukowski pokračoval, nazval jej „fucking son of a fucking bitch asshole“ v živém vysílání, strhl si z ucha překladatelské sluchátko a odvrávoral, přičemž se musel přidržet o hlavu hosta, aby se udržel na nohou. Publikum se válelo smíchy.
Hank se svým početným hulvátským doprovodem odcházel, a když u dveří zaregistroval ozbrojenou ochranku, vytasil na ni komicky nůž. Ochranka jej rutinně vyhodila na ulici. Nešetřilo se fotografiemi a Bukowski se stal ve Francii přes noc slavným. Lidem se líbilo, že Hank narušil elitářskou atmosféru pořadu Apostrophe.
Další den byla jeho díla vyprodána ve většině francouzských knihkupectvích.
| „                  | Stropy mají v sobě vlídnost vík od rakví. | “ |
| — Charles Bukowski |                                           |   |

### Zajištěné stáří
Charles Bukowski se sešel i se svým idolem Johnem Fantem, jehož knihy v mládí tolik obdivoval. John Fante už řadu let trpěl cukrovkou a v roce 1978 (ve věku 69 let) oslepl. Prodělal i amputaci obou nohou, přesto v sobě ještě dokázal najít sílu bojovat se životem. Tuto nezdolnost Bukowski velmi oceňoval a zařídil Fantemu nová vydání jeho knih u svého vydavatele Black Sparrow Press. Mezi oběma spisovateli vzniklo silné přátelské pouto.
V roce 1978 se s Lindou Lee Bukowski přestěhoval do staršího dvouposchoďového domu v San Pedru, přístavním městě na konci megapole Los Angeles a koupil si bazén a nový automobil, černé BMW. Definitivně opustil svět chudých, který mu zajistil mezinárodní proslulost.
Tou dobou jej kontaktoval francouzský filmový režisér íránského původu Barbet Schroeder, jenž chtěl natočit film na námět některé z jeho povídek. Nakonec Bukowski souhlasil s napsáním scénáře k filmu Štamgast. Snímku předcházel Schroederův dokumentární film (240 min.) The Charles Bukowski Tapes o spisovateli hovořícím o svém životě a práci.
V Evropě získal práva na několik povídek italský režisér Marco Ferreri a natočil film Erekce, ejakulace, exhibice a další příběhy obyčejného šílenství (angl. Tales of Ordinary Madness), jenž čerpá především z povídky Nejkrásnější ženská ve městě (angl. The most Beautiful Woman in Town) o prostitutce, která se zohaví a později spáchá sebevraždu.
Dalším evropským filmem těžícím z Bukowského povídek byl snímek Crazy Love (jiný název Love Is a Dog From Hell) belgického režiséra Dominiqua Deruddera, jenž spisovatel považoval za nejzdařilejší adaptaci svého díla.
Vychází sbírky básní Hrej opile na piano/ jak na bicí/ dokud ti z prstů neucákne krev (angl. Play the Piano Drunk/ Like a Percussion Instrument/ Until the Fingers Begin to Bleed a Bit) a Válka bez konce (angl. War All the Time), autobiografický román o špatném dětství Šunkový nářez (angl. Ham on rye), sbírka povídek Těžký časy (angl. Hot Water Music) a další.
Bukowski má spoustu času na svou tvorbu, jediné, co jej dokáže od ní odtrhnout, jsou oblíbené dostihové závody. Po uvedení filmu Štamgast se seznámil i s hollywoodskou filmovou garniturou, mezi své přátele řadil Seanna Penna i Mickeyho Rourka, který hrál ve filmu postavu Henryho Chinaskiho.
Sám Bukowski neměl kinematografii příliš v oblibě, mezi několik málo filmů, které dokázal ocenit, patří Kdo se bojí Virginie Woolfové?, Na západní frontě klid a zejména Mazací hlava.
Když v létě 1983 Bukowski na jednom z hollywoodských večírků, kde popíjel s Gundolfem Freyermuthem, spatřil v centru dění Arnolda Schwarzeneggera s jeho nevěstou Marií Shriverovou, zvedl se ze židle a zamířil k jejich stolu. Spustil: „Ty blbečku! Co si o sobě myslíš s tím svým připitomělým tlustým doutníkem? Na tobě přece není nic výjimečnýho jenom proto, že točíš ty ubohoučký filmečky...“. Schwarzenegger se nenechal vytočit a zůstal v klidu. Bukowski zřejmě netušil, že Arnold – bývalý Mr. Universe – byl přítelem Harolda Norseho a také náruživým čtenářem moderní poezie.
| „                  | Zřídka se pohybujete na hraně, ale když tomu tak je, život je docela zajímavý. | “ |
| — Charles Bukowski |                                                                                |   |

### Na sklonku života

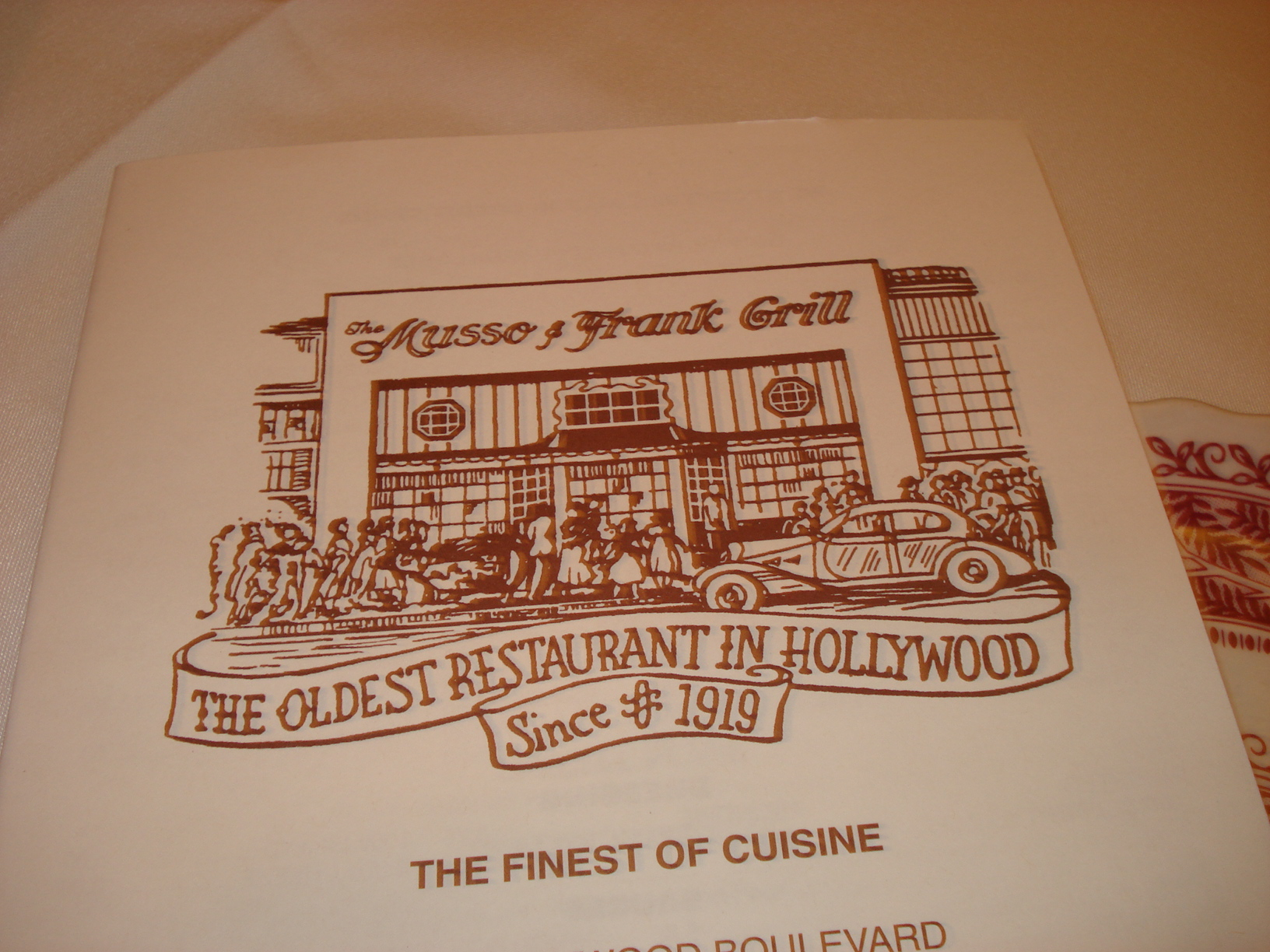
Přední strana menu Bukowského oblíbené restaurace v Hollywoodu – The Musso & Frank Grill

V roce 1988 se Bukowskému začal zhoršovat zdravotní stav. Zjistilo se, že má TBC. Musel brát antibiotika a hodně ztratil na váze. Díky nemoci však zjistil, že se dokáže obejít bez alkoholu.
V tomto období se snažil psát co nejsevřenější texty, s minimem fabulace. Od manželky Lindy Lee a dcery Mariny dostal k Vánocům počítač, a jakmile si na něj zvykl, nemohl si jej vynachválit. Díky němu byl schopen znásobit svou literární produktivitu.
Vznikly romány Hollywood a Škvár (jejž dokončil těsně před svou smrtí), kniha básní a povídek Sedmdesátiletý guláš (angl. Septuagenarian Stew), deník Kapitán odešel na oběd a námořníci převzali velení (angl. The Captain Is Out to Lunch and the Sailors Have Taken Over the Ship) a mnoho básní vydaných v různých sbírkách.
Popularita měla i svou stinnou stránku, už neměl zájem přijímat návštěvy a fanoušky a pořádat divoké mejdany jako dřív. Jediné, po čem toužil, byl klid. Ve stáří se jeho potřeby přirozeně změnily. Stále zůstával existencialistou a pozorovatelem života, stále se cítil jako „ztuhlý muž“, ale přítomnost konce dodávala jeho tvorbě nádech filozofična a čehosi nepostižitelného, jemných nuancí, které bychom dříve marně hledali.
Na jaře 1993 opět onemocněl – tentokrát myelogenní leukémií. Podstoupil chemoterapii a nemoc trochu ustoupila. Na podzim 1993 se vrátila a sebrala Bukowskému sílu dále tvořit. Chemoterapie, která bojovala s narušenými krvinkami, působila zhoubně i na jeho imunitní systém.
Charles Bukowski umírá ve středu 9. 3. 1994 v San Pedru v kalifornském Los Angeles ve věku 73 let. Pohřeb proběhl dne 14. 3. 1994 na hřbitově Green Hills Memorial Park.
Nápis na jeho náhrobku sděluje: „Nesnaž se (Don't Try)“. Tohle motto použil v jedné básni a objasňuje jej Johnu Williamu Corringtonovi v dopise. Týká se inspirace při psaní. Bukowski tvrdí: „Nemůžeš se pokoušet. Je to důležité, nesnažit se, ale čekat. A když se nic neděje, čekej dál. Je to jako štěnice vysoko na stěně. Čekáš, až přijde k tobě. A když se přiblíží dost blízko, plácneš rukou a máš ji.“
Charles Bukowski tvořil raději básně než prózu („Proč psát román, když můžu vyjádřit, co cítím, pár slovy“).
Měl blízký vztah k vážné hudbě. V době svých toulek Amerikou bydlel chvíli v San Franciscu, kde mu milá osmdesátiletá paní domácí věnovala starý gramofon značky Victrola a tak mladý Bukowski objevil svět nádherných melodií v podání L. van Beethovena, J. Brahmse a dalších. V pozdějším věku mu stačilo k tvorbě zatáhnout rolety v pokojíku, otevřít pivo, zapálit si a naladit FM stanici s klasickou hudbou a slova si sama nacházela cestu na papír.
Kromě psaní a vážné hudby miloval dostihy, kočky a rád si zašel do své oblíbené restaurace The Musso & Frank Grill, starého hollywoodského podniku – jak Bukowski občas zdůrazňoval „staršího než on sám“.
| „                  | Smrt je vítězství. Jsem mrtvý, mrtvý, MRTVÝ ! | “ |
| — Charles Bukowski |                                               |   |

## Dílo
Charles Bukowski byl natolik plodným autorem, že dodnes neexistuje uspokojivá kompletní bibliografie jeho díla. Uvést většinu toho, co Bukowski napsal ve všech formátech, by vydalo na celou knihu. Několik pokusů zde bylo, např. A Bibliography of Charles Bukowski od Sandorfa Dorbina. Část spisovatelovy tvorby je roztroušena po mnoha téměř neznámých publikacích a část je ztracena, neboť Bukowski rozesílal ve svém raném literárním období své příspěvky do časopisů, aniž by si dělal kopie, a většina se mu nevrátila.
V Bukowského prozaických dílech často vystupuje postava jménem Henry Chinaski, hlavní spisovatelovo alter ego.
Black Sparrow Press dále publikuje dosud nevydané básně a prózu.

### Romány
- Poštovní úřad (angl. Post Office, Black Sparrow Press 1971, česky 1996; nový překlad pod názvem Na poště, 2014)
- Faktótum (angl. Factotum, Black Sparrow Press 1975, česky 1992)
- Ženy (angl. Women, Black Sparrow Press 1978, česky 1995; nové vydání pod názvem Ženský, 2013)
- Šunkový nářez (angl. Ham On Rye, Black Sparrow Press 1982, česky 1995; nový překlad pod názvem Jelito, 2016)
- Hollywood (angl. Hollywood, Black Sparrow Press 1989, česky 1992)
- Škvár (angl. Pulp, Black Sparrow Press 1994, česky 1997)

### Povídkové sbírky
- Confessions of a Man Insane Enough to Live with Beasts (Mimeo Press 1965) – raná sbírka vydaná v malém nákladu.
- All the Assholes in the World and Mine (Open Skull Press 1966) – další raná sbírka v malém nákladu.
- Zápisky starého prasáka / Paměti starého chlapáka (angl. Notes of a Dirty Old Man, Essex House 1969, česky 1998) – sbírka povídek, jež Bukowski psal jako týdenní sloupky do undergroundového časopisu Open City. Nové vydání připravilo City Lights Books.
- A Bukowski Sampler (Quixote Press 1969)
- Erection, Ejaculation, Exhibition and General Tales of Ordinary Madness (City Lights Books 1972) – tato velmi rozsáhlá kniha byla vydaná v roce 1983 ve dvou svazcích – Tales of Ordinary Madness a The most Beautiful Woman in Town & Other Stories.
- Všechny řitě světa i ta má (angl. South of No North, Black Sparrow Press 1973, česky 1991)
- Bring Me Your Love (Black Sparrow Press 1983) – zvláštní vydání jediné povídky ilustrované R.Crumbem.
- Těžký časy (angl. Hot Water Music, Black Sparrow Press 1983, česky 1994)
- Erekce, ejakulace, exhibice a další příběhy obyčejného šílenství (angl. Tales of Ordinary Madness, 1983, česky Pragma 2000) – v češtině vyšla i pod názvem Příběhy obyčejného šílenství (Argo 2006).
- Nejkrásnější ženská ve městě (angl. The most Beautiful Woman in Town & Other Stories, 1983, česky Argo 2007)
- There's No Business (Black Sparrow Press 1984) – další zvláštní vydání jediné povídky ilustrované R.Crumbem.
- Confession of a Coward (Black Sparrow Press 1995)
- Pobryndané spisy (angl. Portions From a Wine-Stained Notebook: Uncollected Stories and Essays 1944-1990, City Lights Books 2008, česky Argo 2009)
- Absence hrdiny (angl. Absence of the Hero, City Lights Books 2010, česky Argo 2014)
- Další zápisky starého prasáka (angl. More Notes of a Dirty Old Man, City Lights Books 2011, česky Argo 2013)
- Blonďatá píča (česky Argo 2012) – dvojjazyčné vydání (čeština + angličtina) trojice povídek: Odbarvená píča, Bílej plnovous, Vražda Ramóna Vásqueze
- Nikomu nezvoní hrana (angl. The Bell Tolls for No One, City Lights Books 2015, česky Argo 2017)

### Poezie a próza v jednom svazku
- Horsemeat (Black Sparrow Press 1982) – vydání v omezeném nákladu s fotografiemi Bukowského na dostizích od Michaela Montforta.
- Septuagenarian Stew: Stories and Poems (Black Sparrow Press 1990)
- Kam zmizela ta roztomilá rozesmátá holka v květovaných šatech: Básně a povídky (angl. Betting on the Muse: Poems and Stories, Black Sparrow Press 1996, česky 2003)

### Básnické sbírky
- Flower, Fist and Bestial Wail (Hearse Press 1960)
- Longshot Poems for Broke Players (7 Poets Press 1962)
- Run with the Hunted (Midwest Press 1962)
- It Catches My Heart in Its Hands (Loujon Press 1963) – první kniha Ch. Bukowského vydaná Jonem a Gypsy Lou Webbovými v New Orleans.
- Crucifix in a Deathhand (Loujon Press 1965)
- Cold Dogs in the Courtyard (Literary Times-Cyfoeth 1965)
- The Genius of the Crowd (7 Flowers Press 1966)
- 2 Poems (Black Sparrow Press 1967)
- The Curtains are Waving and People Walk Through/ The Afternoon/ Here and in Berlin and in New York City and in Mexico (Black Sparrow Press 1967)
- At Terror Street and Agony Way (Black Sparrow Press 1968)
- Poems Written before Jumping out of an 8-Storey Window (Poetry X/Change 1968)
- The Days Run Away Like Wild Horses Over the Hills (Black Sparrow Press 1969) – první větší antologie od Black Sparrow Press.
- Penguin Modern Poets 13 - Charles Bukowski/ Philip Lamantia/ Harold Norse (Penguin Books, London, 1969) – jedna ze zahraničních edic
- If We Take (Black Sparrow Press 1970) – kniha byla vydána jako novoroční dárek.
- Fire Station (Capricorn Press 1970) – vydání jediné básně v omezeném nákladu.
- Me and Your Sometimes Love Poems (Kisskill Press 1972) – básnická sbírka vydaná vlastním nákladem Ch.Bukowskim a Lindou Kingovou o jejich vztahu. V roce 1994 ji znovu vydala Linda Kingová a přidala do ní žertovné Bukowského obrázky, které měly být již v prvním vydání.
- Ptáčku posměváčku, přej mi štěstí (angl. Mockingbird Wish Me Luck, Black Sparrow Press 1972, česky 2005)
- Burning in Water, Drowning in Flame: Poems 1955 -1973 (Black Sparrow Press 1974) – do této antologie jsou sebrány básně z obou loujonských vydání společně s pozdějšími texty.
- Tough Company (Black Sparrow Press 1976) – vyšla jako novoroční dárek.
- Scarlet (Black Sparrow Press 1976) – limitovaná edice básní věnovaných Bukowského přítelkyni Pamele Millerové. Všechny básně byly později znovu otištěny ve sbírce Love is a Dog from Hell: Poems 1974-1977.
- Art (Black Sparrow Press 1977) – jediná báseň vydaná v uměleckém provedení jako novoroční dárek pro přátele Black Sparrow Press.
- Láska je pes: Básně 1974–1978 (angl. Love is a Dog from Hell: Poems 1974-1977; Black Sparrow Press 1977, česky Pragma 1994) – snad nejpopulárnější básnická sbírka.
- A Love Poem (Black Sparrow Press 1979) – vyšla jako novoroční dárek.
- Play the Piano Drunk/ Like a Percussion Instrument/ Until the Fingers Begin to Bleed a Bit (Black Sparrow Press 1979) – tato sbírka se skládá z básní, jež byly původně otiskovány v měsíčníku Sparrow.
- Dangling in the Tournefortia (Black Sparrow Press 1981)
- War All the Time: Poems 1981 - 1984 (Black Sparrow Press 1984)
- The Last Generation (Black Sparrow Press 1982) – vyšla jako novoroční dárek.
- Sparks (Black Sparrow Press 1983) – vyšla jako novoroční dárek.
- Někdy jste tak sami, až to prostě dává smysl (angl. You Get So Alone at Times That It Just Makes Sense, Black Sparrow Press 1986, česky 2003) – jedna z rozsáhlých pozdních sbírek.
- The Roominghouse Madrigals: Early Selected Poems 1946–1966 (Black Sparrow Press 1988) – John Martin prošel malé literární časopisy, aby sestavil tuto sbírku rané básnické tvorby Ch. Bukowského.
- Básne napísané pred skokom z 8. poschodia – básnický výbor z několika sbírek vydaný nakladatelstvím Slovenský spisovateľ v roce 1989 a 2001 (slovensky).[15]
- In the Shadow of the Rose (Black Sparrow Press 1991) – omezené vydání věnované Seanu Pennovi, příteli Ch. Bukowského.
- Three by Bukowski (Black Sparrow Press 1992) – vydání v omezeném nákladu.
- The Last Night of the Earth Poems (Black Sparrow Press 1992) – častými tématy básní v této sbírce jsou stáří a smrt.
- Those Marvelous Lunches (Black Sparrow Press 1993) – novoroční dárek pro přátele.
- Heat Wave (Black Sparrow Graphic Art 1995) – omezené bibliofilské vydání ilustrované výtvarníkem Kenem Pricem. Kniha vyšla s CD přílohou ve dvou edicích: obyčejné a luxusní.
- A New War (Black Sparrow Press 1997) – knížečka pěti básní pro přátele nakladatelství.
- Bone Palace Ballet: New Poems (Black Sparrow Press 1997) – rozsáhlá antologie dosud nepublikovaných básní vybraných Johnem Martinem, vydaná po smrti autora. Název zvolil John Martin.
- What matters most is how well you walk through the fire (1999)
- Open All Night (2000)
- The Night Torn Mad with Footsteps (2001)
- Sifting Through the Madness for the Word, the Line, the Way (2003)
- As Buddha smiles (2003)
- The Flash of the Lightning Behind the Mountain (2004)
- Slouching Toward Nirvana (2005)
- Come On In! (2006)
- Příliš blízko jatek (angl. The People Look Like Flowers at Last, 2007, česky Argo 2012)
- The Pleasures of the Damned (2007)
- Tvrdej chleba (angl. The Continual Condition, 2009, česky Argo 2011 [16])
- O kočkách (angl. On Cats, 2015, česky Argo 2017)

### Různé
Existuje spousta kuriozit, např. všelijaká ilustrovaná vydání v omezeném nákladu. Je-li kniha navíc podepsaná autorem, její cena jde do tisíců dolarů.
- Dear Mr Bukowski (Garage Graphics 1979) – série Bukowského karikatur s krátkým textem, vytištěných na kartičkách. Určeno pro sběratele, náklad 50 exemplářů.
- The Day It Snowed in LA (Paget Press 1986) – obrázkový seriál s krátkým textem „The Adventures of Clarence Hiram Sweetmeat“ o tom, jak jednoho dne začalo v Los Angeles sněžit a každý z toho šílel. Clarencin otec se usměje po několika letech.
- The Wedding (Brown Buddha Books 1986) – velmi vzácné vydání v omezeném nákladu, vyšlo na počest svatby Ch. Bukowského s Lindou Lee Beighle v srpnu 1985. Text napsal spisovatel sám a fotografie obstaral Michael Montfort.
- The Movie: Barfly (Black Sparrow Press 1987) – scénář k filmu Štamgast doplněný fotografiemi.
- Run with the Hunted: A Charles Bukowski Reader (HarperCollins 1993) – čítanka redigovaná Johnem Martinem tak, aby zhruba chronologicky podávala příběh Henryho Chinaskiho. Neplést se stejnojmennou básnickou sbírkou z r. 1962.
- Shakespeare Never Did This (City Lights Books 1979, Black Sparrow Press 1995) – cestopis popisující dvě autorovy cesty po Evropě v roce 1978 ilustrovaný černobílými fotografiemi Michaela Montforta. Próza doplněná básněmi.
- Kapitán odešel na oběd a námořníci převzali velení (angl. The Captain Is Out to Lunch and the Sailors Have Taken Over the Ship, Black Sparrow Graphic Art 1997, česky 2001) – deník z posledních let spisovatelova života, ilustroval R. Crumb.

### Sebraná korespondence
Bukowski byl vášnivým dopisovatelem, stále zbývá dost nevydané korespondence.
- The Bukowski/Purdy Letters: 1964 - 1974 (Paget Press 1983) – korespondence mezi Bukowským a kanadským básníkem Alem Purdym, jehož Bukowski velmi obdivoval. Nikdy se nesetkali osobně.
- Screams from the Balcony: Selected Letters 1960 - 1970 (Black Sparrow Press 1993)
- Living on Luck: Selected Letters, Volume 2 (Black Sparrow Press 1995)
- Reach for the Sun: Selected Letters, Volume 3 (1999)
- Beerspit Night and Cursing: The Correspondense of Charles Bukowski and Sheri Martinelli (2001)
- O psaní (angl. On Writing, 2015, česky Argo 2018)

### Film / Video
Existuje celá řada televizních dokumentů o Ch. Bukowském a několik celovečerních filmů, které vznikly z námětů jeho knih. Sám Bukowski napsal scénář pouze k filmu Štamgast (angl. Barfly).
- Bukowski at Bellevue (Black Sparrow Press/Visionary) – studentský videofilm z Bellevue College ve státě Washington z r. 1970, zachycující jedno z jeho prvních veřejných čtení. Nevalná kvalita záznamu.
- Bukowski (KCET 1973) – černobílý dokument režírovaný Taylorem Hackfordem, jenž zachycuje Bukowského čtení v San Franciscu. Obsahuje i záběry jeho soupeřek v lásce – Lindu Kingovou a Lizu Williamsovou. Film byl vyroben na zakázku losangeleské televizní stanice KCET.
- Charles Bukowski - East Hollywood (Thomas Schnitt 1976) – černobílý dokumentární film, vzácný snímek zachycující spisovatele s Pamelou Millerovou, s níž chodil po rozchodu s Lindou Kingovou.
- Erekce, ejakulace, exhibice a další příběhy obyčejného šílenství (ital. Storie di ordinaria follia, angl. Tales of Ordinary Madness), italsko-francouzský film z r. 1981, režie Marco Ferreri, hrají Ben Gazzara, Ornella Muti, Susan Tyrrell. Bukowski se natáčení neúčastnil a film se mu nelíbil.
- Crazy Love (Mainline Pictures 1987) – film belgické televize režírovaný Dominiquem Derudderem, jenž použil jako předlohu tři Bukowského povídky. Spisovatel se nepodílel na natáčení, nicméně toto dílo považoval za nejlepší filmovou adaptaci své tvorby. Hrají: Josse De Pauw, Geert Hunaerts, Michael Pas, Gene Bervoets, Amid Chakir, Florence Béliard, Karen van Parijs, Carmela Locantore, An Van Essche, Doriane Moretus[17]
- The Charles Bukowski Tapes (1987) – dokumentární film Barbeta Schroedera o Charlesi Bukowském. V tomto videodokumentu Bukowski vypráví o svém životě a díle. Skládá se z 52 epizod, délka 240 min.[18] Snímku předcházel obdobně zpracovaný dokument s názvem Idi Amin Dada o ugandském krutovládci Idi Aminovi.
- Štamgast (angl. Barfly), americký film z r. 1987, režie Barbet Schroeder, hrají Mickey Rourke, Faye Dunawayová, Alice Krige, Jack Nance, Frank Stallone, Pruitt Taylor Vince, Leonard Termo, Charles Bukowski
- I'm Still Here (Tag/Trum 1990) – německý barevný dokument natočený Thomasem Schnittem. Obsahuje záběry Charlese Bukowského doma v San Pedru po vypuknutí tuberkulózy.
- The Ordinary Madness of Charles Bukowski (BBC 1995) – díl seriálu britské televize BBC Bookmarks o současných autorech. Ve Velké Británii byl poprvé vysílán po spisovatelově smrti.
- Bukowski: Born Into This (2002) – dokument
- Faktótum (angl. Factotum), film USA/Norsko/Francie/Německo z r. 2005, režie Bent Hamer, hrají Matt Dillon, Lili Taylor, Marisa Tomei, Jim Brockhohn, Chris Carlson, Joseph Courtemanche, Fisher Stevens, Didier Flamand, Adrienne Shelly.
- There's Gonna Be a God Damn Riot in Here – zfilmováno r. 1979, vydáno na DVD r. 2008.
- The Last Straw – dokumentární film zobrazující čtení pozdní poezie Charlese Bukowského v The Sweetwater, hudebním klubu v Redondo Beach v Kalifornii dne 31.3.1980. Režie Jon Monday.
- The Suicide (2006) – krátký 15minutový film, jehož předlohou byla povídka Sebevražda ze sbírky Kam zmizela ta roztomilá rozesmátá holka v květovaných šatech: Básně a povídky (angl. Betting on the Muse: Poems and Stories). Motto: „Skok z mostu je možným řešením“. Režie a scénář: Jeff Markey, hrají: Jeff Markey, Kinna McInroe, Jeff Marchelletta, Chase Kim, Ricardo Mamood-Vega, Hardia Madden, Luz Minerva, Bonnie Kostecka, Thomas James Markey, Dan Gilvary, Sckljork Wyckejam.[19]
- Charles Bukowski: One Tough Mother (2010) – sada 2 DVD předchozích vydání There's Gonna Be a God Damn Riot in Here a The Last Straw.

### Knihy o Charlesi Bukowském
- Sandorf Dorbin, A Bibliography of Charles Bukowski (Black Sparrow Press 1969)
- Hugh Fox, Charles Bukowski: A Critical and Bibliographical Study (Abyss Publications 1969)
- Jory Sherman, Bukowski: Friendship, Fame and Bestial Myth (Blue Horse Publications 1981)
- Loss Pequen Glazier, All's Normal Here (Ruddy Duck Press 1985) – sbírka textů o Bukowském napsaná jeho přáteli.
- David Barker, The King of San Pedro (Richard. G. Wrong and Co. 1985) – kuriózní minivydání obsahující základní údaje o životě spisovatele.
- Michael Montfort, Bukowski (Photographs 1977-1987) (Graham Mackintosh 1987)
- Ed Smith, Sure (1991–1994) – 10 čísel bulletinu obsahující bohaté množství informací.
- Neeli Cherkovski, Hank: The Life of Charles Bukowski (Random House 1991)
- Michael Montfort, Bukowski – limitovaná edice fotografií.
- Russell Harrison, Against the American Dream: Essays on Charles Bukowski (Black Sparrow Press 1994) – kritická studie Bukowského díla.
- Amber O'Neil – Blowing My Hero (Amber O'Neil Productions 1995) – memoáry jedné z autorových mladých milenek.
- Gundolf S. Fryermuth, Das war's (Rasch und Röhring 1996) – kniha vydaná v Německu spolu s fotografiemi Michaela Montforta.
- Steve Richmond, Vzpomínky na Bukowského (angl. Spinning Off Bukowski) (Sun Dog Press 1996, česky Pragma 1996) – memoáry jeho dlouholetého přítele.
- Gerald Locklin, Bukowski: Stoprocentní tip (angl. Charles Bukowski: A Sure Bet) (Water Row Press 1996, česky Votobia 1996) – vyšlo v češtině i pod názvem Bukowski: Zaručený tip od Volvox Globator v r.1999.
- Tvrdí hoši píšou básně – tři rozhovory, vydané nakladatelstvím Votobia v roce 1996.
- A. D. Winans, Charles Bukowski/Second Coming Years (The Bet Scene Press 1996)
- Jim Christy, Buk Book: Och Charles Bukowski (angl. The Buk Book: musings of Charles Bukowski) (ECW Press 1997, česky Pragma 2004) – zajímavý životopis Charlese Bukowského vydaný v malé brožuře. Shrnuje zásadní období autorova života a uvádí mnoho pikantních historek. Je doplněn fotografiemi, které pořídil Bukowského přítel Claude Powell.
- Gay Brewer, Charles Bukowski (Twaynes United States Authors Series 1997) – kritická studie autorova díla.
- Philomene Longová, Bukowski ve vaně (angl. Bukowski in the Bathtub) (Raven of Temple of Man 1997, česky Volvox Globator 1999) – přepis rozhovorů mezi Bukowským a jeho přítelem Johnem Thomasem, manželem Philomeny Longové.
- Howard Sounes, Bláznivý život Charlese Bukowského (angl. Locked in the Arms of a Crazy Life) (Grove Press 1998, česky Pragma 1999) – rozsáhlý životopis Charlese Bukowského, autor čerpal z mnoha rozhovorů s přáteli, příbuznými i milenkami kultovního amerického spisovatele, z korespondence a nevydané tvorby. Obsahuje i Bukowského kresby a raritní fotografie.
- Barry Miles, Charles Bukowski (Virgin Books Ltd. 2005, česky Volvox Globator 2008) – Bukowského biografie v podání anglického životopisce Barryho Milese. Miles se s Bukowskim seznámil jako s autorem z cyklostylovaných amatérských časopisů, které prodával ve svém londýnském knihkupectví Indica. Poprvé se setkali v roce 1969 v Los Angeles, kdy Miles v rámci projektu Zapple natočil Bukowského první autorská čtení.